# Gerichtsbezirk Vezzano
Der Gerichtsbezirk Vezzano (ursprünglich Gerichtsbezirk Civezzano) war ein dem Bezirksgericht Vezzano unterstehender Gerichtsbezirk in der Gefürsteten Grafschaft Tirol. Der Gerichtsbezirk im Trentino gehörte zum Bezirk Trient und umfasste Gebiete südwestlich von Trient. Nach dem Ersten Weltkrieg musste Österreich den gesamten Gerichtsbezirk an Italien abtreten.

## Geschichte
Der Gerichtsbezirk Vezzano wurde durch eine 1849 beschlossene Kundmachung der Landes-Gerichts-Einführungs-Kommission geschaffen und umfasste ursprünglich die 15 Gemeinden Cadine, Calavino, Cavedine, Ciago, Covelo, Fraveggio, Lasino, Lon, Margone, Padergnone, Ranzo, Sopramonte, Terlago, Vezzano und Vigolo.
Der Gerichtsbezirk Vezzano bildete im Zuge der Trennung der politischen von der judikativen Verwaltung
ab 1868 gemeinsam mit den Gerichtsbezirken Trient, Lavis, Cembra, Civezzano, Pergine und Mezolombardo den Bezirk Trient.
Der Gerichtsbezirk Vezzano wies 1869 eine Bevölkerung von 12.088 Personen auf.
Der Gerichtsbezirk Mezolombardo wurde per 1. August 1906 vom Bezirk Trient abgespalten und zum eigenständigen Bezirk Mezolombardo erhoben.
1910 wurden für den Gerichtsbezirk 12.065 Personen ausgewiesen, von denen 3 Deutsch (0,02 %) und 12.013 Italienisch oder Ladinisch (99,6 %) als Umgangssprache angaben.
Durch die Grenzbestimmungen des am 10. September 1919 abgeschlossenen Vertrages von Saint-Germain wurde der Gerichtsbezirk Vezzano zur Gänze Italien zugeschlagen.

## Gerichtssprengel
Der Gerichtssprengel umfasste 1910 die 16 Gemeinden Baselga, Cadine, Calavino, Cavedine, Ciago, Covelo, Fraveggio, Lasino, Lon, Margo, Padergnone, Ranzo, Sopramonte, Terlago, Vezzano und Vigolo Baselga.